# Turanogonia chinensis
Turanogonia chinensis är en tvåvingeart som först beskrevs av Christian Rudolph Wilhelm Wiedemann 1824.  Turanogonia chinensis ingår i släktet Turanogonia och familjen parasitflugor. Inga underarter finns listade i Catalogue of Life.